# Rutherford Aris
Rutherford „Gus“ Aris (* 15. September 1929 in Bournemouth, England; † 2. November 2005 in Edina, Minnesota) war ein britisch-amerikanischer Chemieingenieur und angewandter Mathematiker an der University of Minnesota. Er machte sich um die Entwicklung mathematischer Modelle zum Ablauf chemischer Reaktionen verdient, insbesondere bezüglich thermischem Durchgehen und oszillierender Reaktionen.
Aris erwarb im Alter von 16 Jahren an der University of London einen Bachelor in Mathematik und Physik, erhielt den Abschluss aus Altersgründen aber erst 1948 mit 19 Jahren. In der Zwischenzeit arbeitete er als Chemielaborant bei Imperial Chemical Industries (ICI), die sein Postgraduiertenstudium zwischen 1948 und 1950 an der University of Edinburgh unterstützten. Von 1950 bis 1955 arbeitete Aris unter Claude H. Bosanquet wieder für ICI, bevor er 1955/56 als Forschungsassistent bei Neal R. Amundson an der University of Minnesota war. Von 1956 bis 1958 war Aris Dozent für technische Mathematik an der University of Edinburgh. 1958 erhielt er eine erste Professur (Assistant Professor) an der University of Minnesota, obwohl er erst 1960 als Externer an der University of London einen Ph.D. in Mathematik und Chemieingenieurwesen erwarb, 1964 einen D.Sc. ebendort. Seine Dissertation The Optimal Design of Chemical Reactors wurde als Buch verlegt und erschien als japanische, russische und tschechische Übersetzung. 1963 erhielt Aris eine ordentliche Professur, 1978 mit dem Titel regents’ professor eine herausgehobene Stellung. Von 1974 war er Leiter der Abteilung für Chemieingenieurwesen, 1996 wurde er emeritiert. Im Laufe seiner Karriere veröffentlichte Aris 13 Monografien und mehr als 300 wissenschaftliche Aufsätze, außerdem betreute er mehr als 65 Abschluss- und Doktorarbeiten.
Neben seinen Arbeiten in Chemie und Chemieingenieurwesen (davon einer auf Latein) befasste sich Aris mit Kalligraphie und Paläontologie und veröffentlichte zur Paläographie und klassischen Philologie.
1971 erhielt Aris ein Guggenheim-Stipendium. 1988 wurde er in die National Academy of Engineering gewählt, 1988 in die American Academy of Arts and Sciences. Er hielt Ehrendoktorate folgender Universitäten: University of Exeter (1984), Clarkson University (1985), University of Notre Dame (1990), Nationale Technische Universität Athen (1999).
Als Rutherford Aris trotz wiederholter Erläuterung des Sachverhaltes nicht verhindern konnte, dass 1974/75 im Who’s Who ein zweiter Eintrag zu seiner Person unter dem verdrehten Stichwort Aris Rutherford veröffentlicht werden sollte, erfand er für sein Alter Ego ein jüngeres Geburtsdatum (* 10. April 1930), den zweiten Vornamen MacPherson, das Fachgebiet angewandte Destillation, die Ausbildungsstätte Strath Spey and Glenlivit Institute of Distillation (benannt nach der Herkunft der Whiskys Glenfiddich, Balvenie und The Glenlivet) und weitere biographische Details mit Bezug zu Schottland, Griechenland, Whisky und American Football. Nachdem Zeitungen über Aris’ Scherz berichtet hatten, wurde der 16-zeilige Eintrag zu Aris Rutherford in der nächsten Auflage des Who’s Who nicht mehr berücksichtigt.
Rutherford Aris war seit 1958 mit Claire Holman Aris verheiratet, die Ehe blieb kinderlos. Er starb an den Folgen des Morbus Parkinson.